# Mona de Preuss
La mona de Preuss (Allochrocebus preussi) o cercopitec de Preuss, és un primat del gènere Allochrocebus. Prèviament s'havia inclòs en el gènere dels cercopitecs.
Poden arribar fins a 10 kg de pes. Té el cos de color gris fosc, el musell marró vermellós i les galtes i el mentó de color blanc.
El seu àmbit de distribució és petit i s'estén per una zona del sud-oest del Camerun i l'illa de Bioko. El seu hàbitat són els boscos de muntanya, a altituds de fins a 2.500 m.
La mona de Preuss és una espècie en perill d'extinció, a causa de la pèrdua d'hàbitat i la caça. És una de les espècies que viuen als boscos guineans de la zona sensible de biodiversitat de l'Àfrica occidental.